# Hyde (EP)
Pour les articles homonymes, voir Hyde.
Albums de VIXX
On and On
(2013) Y.BIRD from Jellyfish Island With VIXX & OKDAL
(2013)
Singles
1. Hyde
Sortie : 20 mai 2013
2. G.R.8.U
Sortie : 31 juillet 2013

Hyde est le premier mini-album du boys band sud-coréen VIXX. Il est sorti le 20 mai 2013 sous Jellyfish Entertainment, sur lequel figure le single du même nom. L'album est re-sorti sous le nom de Jekyll le 31 juillet 2013 avec le single "G.R.8.U".

## Singles

### "Hyde"
VIXX a fait la promotion de Hyde avec sa chanson éponyme. Les paroles de la chanson ont été écrites par la parolière Kim Eana, et la partie rap par Ravi. La musique a été composée par le PDG de Jellyfish Entertainment, Hwang Se Jun, ainsi que l'équipe de production suédoise D30 (Caesar & Loui et Olof Lindskog). Le vidéoclip de la chanson a été réalisé par Hong Won-ki de ZanyBros, qui a aussi réalisé leurs précédents vidéoclips "Super Hero" et "Rock Ur Body".
La promotion a commencé le 23 mai sur le plateau du M! Countdown, et a pris fin lors de l'Inkigayo le 30 juin. La chanson a atteint la 35e place dans le Gaon Singles Chart.

### "G.R.8.U"
Le single principal de Jekyll, "G.R.8.U" (hangeul : 대.다.나.다.너 ; RR : Dae.da.na.da.neo), a été écrit par Kim Eana et produit par Hyuk Shin, DK, Ross Lara et Todd Wright. Le vidéoclip de la chanson a été réalisé par Hong Won-ki de ZanyBros. La promotion a commencé le 1er août et s'est terminée le 8 septembre à l'Inkigayo. La chanson s'est classée à la 14e place du Gaon Singles Chart.

## Liste des pistes
※ Les pistes en gras indiquent les pistes promotionnelles de l'album. Les crédits viennent de la page officielle du groupe,.
| Hyde  | Hyde                                                                                               | Hyde                                 | Hyde                                                       | Hyde  | Hyde | Hyde | Hyde | Hyde | Hyde |
| No    | Titre                                                                                              | Paroles                              | Musique                                                    | Durée |      |      |      |      |      |
| ----- | -------------------------------------------------------------------------------------------------- | ------------------------------------ | ---------------------------------------------------------- | ----- | ---- | ---- | ---- | ---- | ---- |
| 1.    | Light Me Up (어둠 속을 밝혀줘; Eodum Sogeul Balkheyojwo) (Traduction: "Light Up the Darkness")     | Ravi                                 | Hyuk Shin, DK, Ross Lara                                   | 03:01 |      |      |      |      |      |
| 2.    | Hyde                                                                                               | Kim Eana, Ravi (rap)                 | Hwang Se-jun, D30                                          | 03:16 |      |      |      |      |      |
| 3.    | You're Mine (그만 버티고; Geuman Beotigo) (Traduction: "Stop Resisting") (ft. Minah de Girl's Day) | Kim Ji-hyang, Ravi (rap)             | MELODESIGN, Park Gyunghyun                                 | 03:45 |      |      |      |      |      |
| 4.    | CHAOS                                                                                              | Kim Ji-hyang, MELODESIGN, Ravi (rap) | MELODESIGN                                                 | 02:54 |      |      |      |      |      |
| 5.    | Love Letter                                                                                        | Kim Ji-hyang, MELODESIGN             | Hwang Se-jun, MELODESIGN                                   | 04:35 |      |      |      |      |      |
| 6.    | Hyde (Inst.)                                                                                       |                                      | Hwang Se-jun, Albi Albertsson, Ricky Hanley, Kirstine Lind | 03:16 |      |      |      |      |      |
| 21:00 | |                                      |                                                            |       |      |      |      |      |      |

| Jekyll - Version repackage | Jekyll - Version repackage                                                                         | Jekyll - Version repackage | Jekyll - Version repackage | Jekyll - Version repackage | Jekyll - Version repackage | Jekyll - Version repackage | Jekyll - Version repackage | Jekyll - Version repackage | Jekyll - Version repackage |
| No                         | Titre                                                                                              | Durée                      |                            |                            |                            |                            |                            |                            |                            |
| -------------------------- | -------------------------------------------------------------------------------------------------- | -------------------------- | -------------------------- | -------------------------- | -------------------------- | -------------------------- | -------------------------- | -------------------------- | -------------------------- |
| 1.                         | Jekyll                                                                                             | 00:43                      |                            |                            |                            |                            |                            |                            |                            |
| 2.                         | G.R.8.U (대.다.나.다.너; Dae. Da.Na.Da.Neo) (Traduction: "You. Are. Im.pressive")                  | 03:30                      |                            |                            |                            |                            |                            |                            |                            |
| 3.                         | Say Love (어떡하지; Eotteokhaji) (Traduction: "What To Do" or "How")                               | 03:08                      |                            |                            |                            |                            |                            |                            |                            |
| 4.                         | Light Me Up (어둠 속을 밝혀줘; Eodum Sogeul Balkheyojwo) (Traduction: "Light Up the Darkness")     | 03:01                      |                            |                            |                            |                            |                            |                            |                            |
| 5.                         | Hyde                                                                                               | 03:16                      |                            |                            |                            |                            |                            |                            |                            |
| 6.                         | You're Mine (그만 버티고; Geuman Beotigo) (Traduction: "Stop Resisting") (ft. Minah de Girl's Day) | 03:45                      |                            |                            |                            |                            |                            |                            |                            |
| 7.                         | CHAOS                                                                                              | 02:54                      |                            |                            |                            |                            |                            |                            |                            |
| 8.                         | Love Letter                                                                                        | 04:35                      |                            |                            |                            |                            |                            |                            |                            |
| 9.                         | G.R.8.U (Inst.)                                                                                    | 03:30                      |                            |                            |                            |                            |                            |                            |                            |
| 29:00                      | |                            |                            |                            |                            |                            |                            |                            |                            |

## Récompenses et nominations
| Année              | Récompense         | Travail nommé | Résultat   |
| ------------------ | ------------------ | ------------- | ---------- |
| Seoul Music Awards |                    |               |            |
| 2014               | Bonsang Award      | Hyde          | Lauréat    |
| Golden Disk Awards |                    |               |            |
| 2014               | Disk Bonsang Award | Jekyll        | Nomination |

## Classements

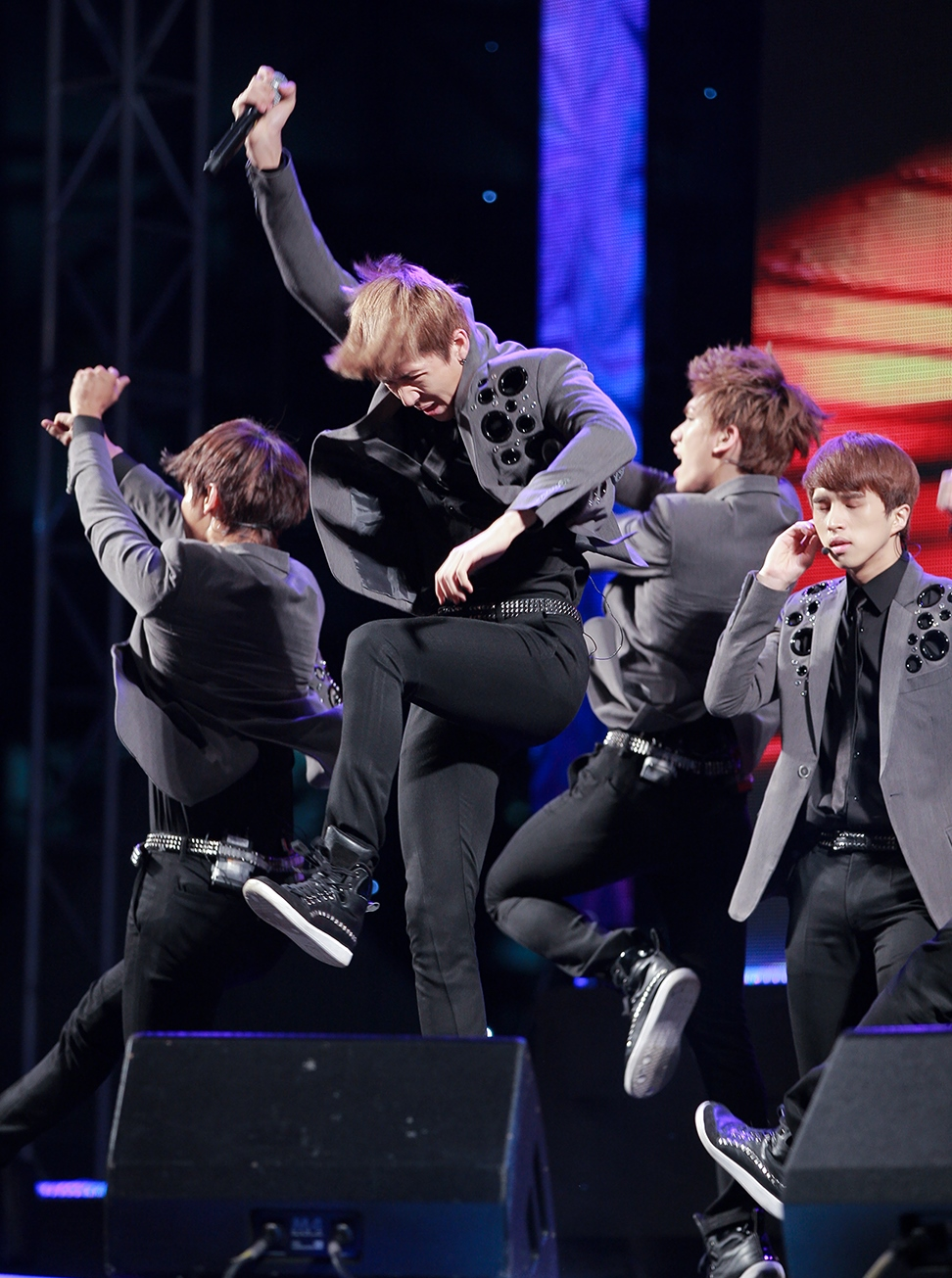
VIXX en 2013

### Album
| Classement                             | Meilleure position | Meilleure position | Ventes         |
| Classement                             | Hyde               | Jekyll             | Ventes         |
| -------------------------------------- | ------------------ | ------------------ | -------------- |
| Corée du Sud (Gaon Album Chart)        | 3                  | 3                  | - COR: 172,646 |
| Taïwan (Five-Music) Weekly Album Chart | 8                  | 5                  | - COR: 172,646 |
| Billboard (US World)                   | 7                  | —                  | - COR: 172,646 |

### Singles
| Chart                             | Meilleure position | Meilleure position |
| Chart                             | "Hyde"             | "G.R.8.U"          |
| --------------------------------- | ------------------ | ------------------ |
| Corée du Sud (Gaon Singles Chart) | 35                 | 14                 |
| Billboard (Korea K-Pop Hot 100)   | 57                 | 13                 |
| Billboard (US World)              | 6                  | 10                 |

## Historique de sortie
| Région       | Date                                        | Format             | Label                           |
| ------------ | ------------------------------------------- | ------------------ | ------------------------------- |
| Corée du Sud | 20 mai 2013 (Hyde) 31 juillet 2013 (Jekyll) | CD, téléchargement | Jellyfish Entertainment, CJ E&M |
| Mondial      | 20 mai 2013 (Hyde) 31 juillet 2013 (Jekyll) | Téléchargement     | Jellyfish Entertainment         |